# 曹萱龄
曹萱龄（1918年—1984年），女，浙江鄞县人，中华人民共和国物理学教育家，浙江大学教授，曾任浙江省政协副主席。